# Cueva de los Moros (Corro)
La cueva de los Moros, también conocida como cueva de San Juan, es una gruta situada en el concejo de Corro, en el municipio alavés de Valdegovía.

## Descripción
La cueva, que se encuentra dentro de los límites del municipio de Valdegovía, viene descrita por Gabriel Puig y Larraz en la obra titulada Cavernas y simas de España con las siguientes palabras:

Cueva de San Juan, Cueva de los Moros.―La ermita de aquella advocación, distante una legua y cuarto del lugar de Corro, hállase edificada en los interior de una cavidad, no sabemos si natural ó artificial, aunque nos inclinamos á la primera hipótesis, por más que en el país sea más admitida la segunda; en el suelo de esta caverna se observan agujeros que suponen los naturales son sepulturas abiertas á pico.
(Puig y Larraz, 1896, p. 9)